# Karol Jankowski

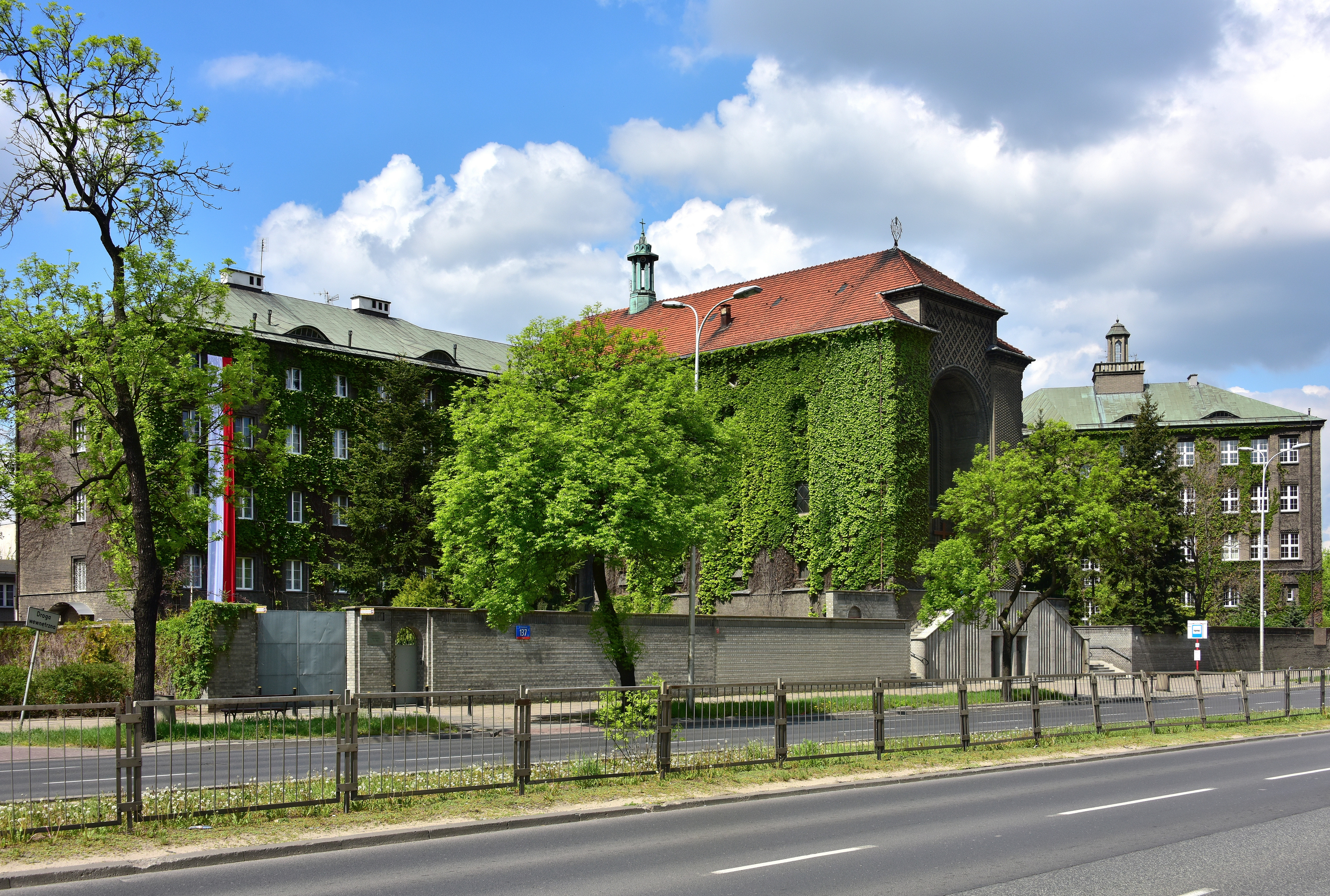
Zakład wychowawczy Zgromadzenia Sióstr Najświętszej Rodziny z Nazaretu z kościołem św. Józefa Oblubieńca przy ul. Czerniakowskiej 137 w Warszawie

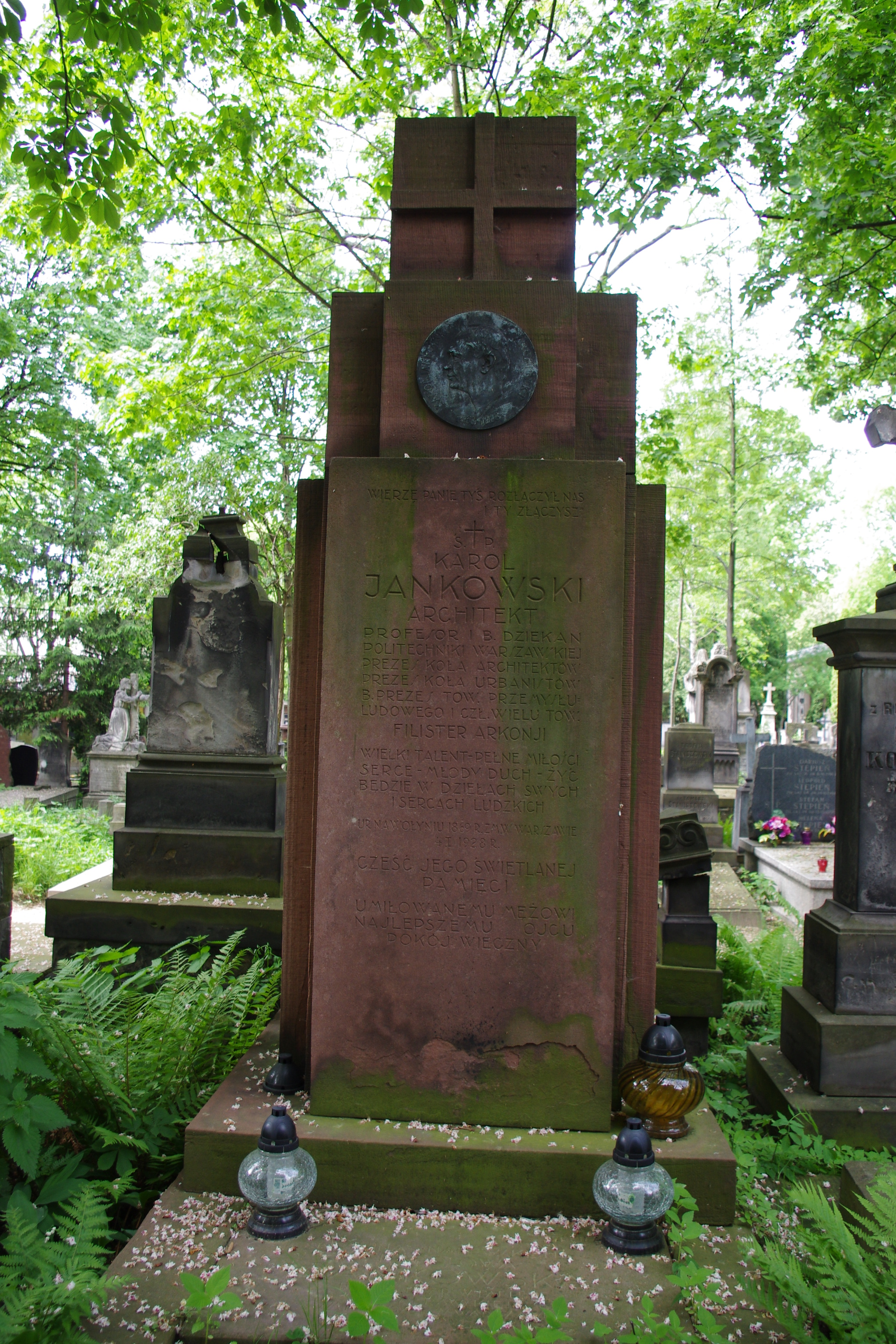
Grób Karola Jankowskiego na cmentarzu Powązkowskim w Warszawie

Karol Marcin Bolesta-Jankowski (ur. 21 listopada 1868 w Zasławiu, zm. 4 stycznia 1928 w Warszawie) – polski architekt.

## Życiorys
Po ukończeniu Szkoły św. Pawła w Odessie studiował na Politechnice w Rydze, gdzie w 1899 uzyskał dyplom inżyniera architekta z wyróżnieniem. Podczas studiów został przyjęty do korporacji akademickiej Arkonia. Już w pierwszych latach pracy zawodowej uzyskał nagrody za projekty konkursowe gmachów muzeum i ratusza ryskiego. Od przyjazdu do Warszawy w 1901 podjął współpracę z architektem Franciszkiem Lilpopem, początkowo jako pomocnik, a później wspólnik.
Należał do organizatorów warszawskiej uczelni politechnicznej, a szczególnie jej Wydziału Architektury, gdzie w listopadzie 1915 rozpoczął wykłady. Od 1919 był profesorem nadzwyczajnym w Katedrze Projektowania Miejskiego, w 1921 uzyskał nominację na profesora zwyczajnego, był także w latach 1915-1919 delegatem do senatu akademickiego. Przez dwa kolejne lata akademickie – 1923/1924 i 1924/1925 – pełnił funkcję dziekana Wydziału Architektury. Działał w organizacjach zawodowych, prezesując kołu architektów Stowarzyszenia Techników oraz Towarzystwu Urbanistów. Należał ponadto do Towarzystwa Popierania Przemysłu Ludowego oraz zainicjował działalność czasopisma „Architektura i Budownictwo“. 
Został pochowany na cmentarzu Powązkowskim (kwatera 165-1-13).

### Dorobek architektoniczny
Miał w dorobku szereg dzieł architektonicznych (część wspólnie z Lilpopem). Z prac warszawskich m.in. budynki: zakładu sióstr nazaretanek przy ulicy Czerniakowskiej 137, ulicy Brackiej 25, Instytutu Aerodynamicznego Politechniki Warszawskiej przy ulicy Nowowiejskiej, Banku Zjednoczonych Ziem Polskich na placu Wareckim, Centralnej Kasy Spółek Rolniczych im. Franciszka Stefczyka przy ulicy Wareckiej, domy przy alei Róż 8 i 10, Bielańskiej 18, Kredytowej 3 i Moniuszki 2. 
W okolicach Warszawy powstały sanatorium przeciwgruźlicze w Rudce oraz zabudowania towarzystwa akcyjnego „Ursus” w Czechowicach. Inne dzieła Jankowskiego to m.in. pałace i dworki w Szatyjowie, Rakiszkach, Raszkowie, Falenicy, Suchowoli, Bondarówce oraz kościół w Małkini. W konkursie na projekt gmachu szkoły handlowej w Łodzi uzyskał I nagrodę.
Według Stanisława Łozy w swoich projektach Jankowski hołdował kierunkom architektury panującym w Europie środkowej. Julian Samujłło przytacza następujące cechy jego projektów: logikę konstrukcyjną, prostotę, doskonałe wyczucie bryły.